# William Jones (språkforskare)
Sir William Jones, född den 28 september 1746 i London, död den 27 april 1794 i Calcutta, i sin samtid känd som "Oriental" Jones, var en engelsk orientalist och indolog. Han var son till matematikern William Jones.

## Biografi
Jones studerade ingående österländska språk i Oxford. År 1770 väckte han stor uppmärksamhet genom en fransk översättning från persiskan av Nadir Shahs levnadshistoria. Därefter följde Grammar of the persian language (1771), Poëseos asiaticae commentariorum libri VI (1774) och Moallakat (text jämte engelsk översättning, 1783; för första gången utgiven). 
År 1783 utnämndes Jones till domare vid övertribunalen i Bengalen och upphöjdes till knight. I Calcutta studerade han sanskrit och grundlade Asiatic society of Bengal 1784. För samfundets räkning gav han ut Asiatic miscellanies (1785-1788) och påbörjade den berömda publikationen Asiatic researches (1788). Jones grundlade indisk filologi och komparativ lingvistik tillsammans med Henry Thomas Colebrooke. Han började även ordna samlingar av hinduiska och muslimska lagar samt verkade för en närmare förbindelser mellan Orienten och den europeiska västern. 
Genom sin översättning av Kalidasas "Shakuntala" (1789) grundlade Jones studierna av sanskrit i Europa. Han såg till att "Manus lagbok" (1794), "Ritusamhara" (1792), den första tryckta sanskritboken, samt exempel på arabisk, turkisk och indisk diktning blev kända. Hans samlade verk utkom i 6 band 1799 och i 13 band 1807. 
Lord Teignemouth blev hans levnadstecknare genom Memoirs of the life, writings and correspondence of Sir William Jones (1807; utgiven av Samuel Charles Wilks i 2 band, 1838).
Auktorsnamnet Jones kan användas för William Jones (språkforskare) i samband med ett vetenskapligt namn inom botaniken; se Wikipediaartiklar som länkar till auktorsnamnet.